# Siren (album de Roxy Music)
Pour les articles homonymes, voir Siren.
Albums de Roxy Music
Country Life
(1974) Viva!
(1976)
Siren est le cinquième album du groupe de rock britannique Roxy Music, sorti en 1975. Il inclut notamment le single Love Is the Drug, l'un des plus gros succès du groupe (no 2 au Royaume-Uni).
Sa pochette est une photo de Jerry Hall, la petite amie du chanteur Bryan Ferry.

## Titres
Toutes les chansons sont de Bryan Ferry, sauf mention contraire.

### Face 1
1. Love Is the Drug (Ferry, Mackay) – 4:11
2. End of the Line – 5:14
3. Sentimental Fool (Ferry, Mackay) – 6:14
4. Whirlwind (Ferry, Manzanera) – 3:38

### Face 2
1. She Sells (Ferry, Jobson) – 3:39
2. Could It Happen to Me? – 3:36
3. Both Ends Burning – 5:16
4. Nightingale (Ferry, Manzanera) – 4:11
5. Just Another High – 6:31

## Musiciens
- Bryan Ferry : chant, claviers
- Andrew Mackay : saxophone, hautbois
- Phil Manzanera : guitare électrique
- John Gustafson : basse
- Eddie Jobson : synthétiseurs, claviers, violon
- Paul Thompson : batterie